# Ernest Marsden

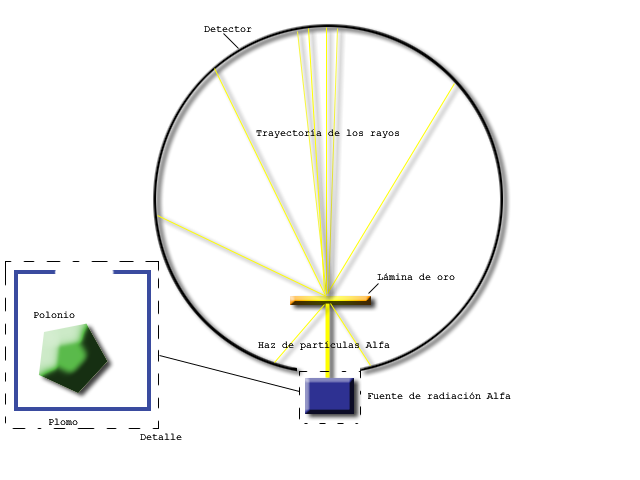
Experiment de Rutherford

Sir Ernest Marsden (Lancashire, 1889 - Wellington, 1970), físic britànic coparticipant del famós experiment de Rutherford amb partícules alfa. Després de la Primera Guerra Mundial va emigrar a Nova Zelanda on es va convertir en un científic de referència president de la Royal Society of New Zealand. Durant la Segona Guerra Mundial va tornar a Anglaterra on va col·laborar en el desenvolupament del radar. El 1958 seria nomenat cavaller. Va treballar al costat de Hans Geiger, utilitzant l'experiment de Rutherford amb raigs X. Després d'aquest treball van comprovar que hi havia l'espai buit del que parlava Demòcrit i John Dalton.